# Jan Lunze
Jan Lunze (* 14. Januar 1952 in Dresden) ist ein deutscher Ingenieur und Professor für Automatisierungstechnik und Prozessinformatik an der Ruhr-Universität Bochum.
1970–1974 studierte er an der TU Ilmenau Informationstechnik und Technische Kybernetik (bei Karl Reinisch). Als Diplomingenieur war er 1974–1989 in Dresden an der Akademie der Wissenschaften der DDR wissenschaftlicher Mitarbeiter und Gruppenleiter am Zentralinstitut für Kybernetik und Informationsprozesse (Leiter: Hans-Joachim Zander). Dabei promovierte er 1980 in Ilmenau mit der Arbeit Analyse und Entwurf dezentraler Regler bei unvollständiger Kenntnis der Regelstrecke und habilitierte sich mit der Arbeit Robuste Mehrgrößenregelung bei beschränkter Modellunsicherheit. 1988 wurde er vom Präsidenten der Akademie der Wissenschaften Werner Scheler zum Professor ernannt.
1990/91 leitete er die Abteilung Automatisierungstechnik am Zentralinstitut für Kernforschung in Rossendorf. 1992 wurde er an die TU Hamburg-Harburg zum Professor für Regelungstechnik und Leiter des Instituts für Regelungstechnik berufen und 2001 an die Ruhr-Universität Bochum.
Als Orientierungsläufer gewann der immer noch für den USV TU Dresden startende Lunze mehrere Medaillen bei DDR-Meisterschaften.
Seine Bücher „Regelungstechnik 1“ (Systemtheoretische Grundlagen, Analyse und Entwurf einschleifiger Regelungen) und „Regelungstechnik 2“ (Mehrgrößensysteme, Digitale Regelung) gehören zu den Standardwerken deutschsprachiger Regelungstechnikliteratur.
Seit 2008 ist Jan Lunze ordentliches Mitglied der Nordrhein-Westfälischen Akademie der Wissenschaften und der Künste.